# Elianne Riska
Elianne Kristin Riska, född Österberg den 3 oktober 1946 i Helsingfors, är en finländsk sociolog. Hon är gift med Dan-Olof Riska.
Riska studerade 1969–1971 vid Köpenhamns universitet och var 1971–1974 assistent i sociologi vid State University of New York at Stony Brook, där hon disputerade för doktorsgraden 1974. Åren 1974-1980 var hon assistant professor i sociologi vid Michigan State University , och senast som associate professor 1980–1981. Hon var forskare vid Folkpensionsanstalten 1981–1985, professor i sociologi med statistik vid Åbo Akademi 1985–2004, akademiprofessor 1997–2002 samt blev professor i sociologi vid Svenska social- och kommunalhögskolan vid Helsingfors universitet 2004. Hon har författat omkring 170 artiklar på hälsosociologins område.